# Línea 88 (Asunción)
La Línea 88 (ex 18.2) de colectivos de Asunción es una línea de autobuses perteneciente a la  Empresa de Transporte LA LOMITA S.A. (ex Ytororo S.A.) y regulado por el Viceministerio del Transporte (VMT), dependiente del Ministerio de Obras Públicas y Comunicaciones (MOPC) Archivado el 19 de diciembre de 2013 en Wayback Machine..

## Cambio a línea 88
A partir de 2016 opera como Linea 88 con el mismo itinerario, emblema y color.
Las fuentes explicaron que Ytororó SA reemplazó el número de línea, de 18-2 a 88 para no abonar deudas contraídas anteriormente y que, según comentan, llevarían a la empresa a una posible quiebra.
Esto fue desmentido por uno de los propietarios, quien indicó que la cancelación de la Línea 18 "29 de Septiembre S.R.L." hizo que las demandas en contra de esta firma (por prestación alimentaria contra choferes, accidentes, entre otras) se trasladen a Ytororó S.A.
Dijo que los empresarios debían aclarar constantemente a la Fiscalía que no tenían relación y propusieron cambiar de 18-2 a 88 para evitar confusiones.

## Administración
Representante: Víctor Arce
Teléfono: 021-946546

## Recorridos
La línea 88 cuenta con 3 trayectos diferentes a saber:

### Ramal La Lomita
Ida
Terminal La Lomita – Uruguay – Manuel Ortiz Guerrero – Bernardino Caballero – Acceso Sur – Santa Rosa – Independencia Nacional – 9 de Agosto – Acceso Sur – Avda. Fernando de la Mora – Rep. Argentina – Agustín Goiburu – Médicos del Chaco – Carios – Tte. Riquelme – Avda. Eusebio Ayala – Ygurey – Gaspar Rodrigues de Francia – Brasil – Mcal. Estigarribia – Antequera – Eligio Ayala – Pte. Franco – Colón – Juan S. Godoy – Chang Kai Shek – Yegros – Cerro León - Yegros – Antequera – Acá Joasá – Parapití – Itá Yvaté – Antequera – 37 Pyda. Parada.
Vuelta
Parada 37 Pyda. – Antequera – Itá Yvaté – Parapití – Acá Joasá – Antequera – Yegros – Cerro León - Chang Kai Shek – Juan S. Godoy – Colón – Juan A. Gally – Montevideo – Eduardo V. Haedo – Luis A. de Herrera – Estados Unidos – Gaspar R. de Francia – Ana Días – Año 1811 – Avda. Eusebio Ayala – Médicos del Chaco – Agustín Goiburu – Rep. Argentina - Fernando de la Mora – Acceso Sur - 9 de Agosto - Independencia Nacional – Santa Rosa – Acceso Sur – Bernardino Caballero - Manuel Ortiz Guerrero – Uruguay – La Lomita – Terminal.

### Ramal Caaguazú
Ida
Terminal Caaguazú – Manuel Ortiz Guerrero – Bernardino Caballero – Acceso Sur – Santa Rosa – Independencia Nacional – 9 de Agosto – Acceso Sur – Avda. Fernando de la Mora – Rep. Argentina – Agustín Goiburu – Médicos del Chaco – Carios – Tte. Riquelme – Avda. Eusebio Ayala – Ygurey – Gaspar Rodrigues de Francia – Brasil – Mcal. Estigarribia – Antequera – Eligio Ayala – Pte. Franco – Colón – Juan S. Godoy – Chang Kai Shek – Yegros – Cerro León - Yegros – Antequera – Acá Joasá – Parapití – Itá Yvaté – Antequera – 37 Pyda. Parada.
Vuelta
Parada 37 Pyda. – Antequera – Itá Yvaté – Parapití – Acá Joasá – Antequera – Yegros – Cerro León - Chang Kai Shek – Juan S. Godoy – Colón – Juan A. Gally – Montevideo – Eduardo V. Haedo – Luis A. de Herrera – Estados Unidos – Gaspar R. de Francia – Ana Días – Año 1811 – Avda. Eusebio Ayala – Médicos del Chaco – Agustín Goiburu – Rep. Argentina - Fernando de la Mora – Acceso Sur - 9 de Agosto - Independencia Nacional – Santa Rosa – Acceso Sur – Bernardino Caballero - Manuel Ortiz Guerrero – Avda. Caaguazú – Tte. Fariña – Alta Tensión – Parada.

### Ramal Villeta
Ida
Terminal Villeta – Ruta Villeta a Ypané -  Bernardino Caballero – Acceso Sur – Santa Rosa – Independencia Nacional – 9 de Agosto – Acceso Sur – Avda. Fernando de la Mora – Rep. Argentina – Agustín Goiburu – Médicos del Chaco – Carios – Tte. Riquelme – Avda. Eusebio Ayala – Ygurey – Gaspar Rodrigues de Francia – Brasil – Mcal. Estigarribia – Antequera – Eligio Ayala – Pte. Franco – Colón – Juan S. Godoy – Chang Kai Shek – Yegros – Cerro León - Yegros – Antequera – Acá Joasá – Parapití – Itá Yvaté – Antequera – 37 Pyda. Parada.
Vuelta
Parada 37 Pyda. – Antequera – Itá Yvaté – Parapití – Acá Joasá – Antequera – Yegros – Cerro León - Chang Kai Shek – Juan S. Godoy – Colón – Juan A. Gally – Montevideo – Eduardo V. Haedo – Luis A. de Herrera – Estados Unidos – Gaspar R. de Francia – Ana Días – Año 1811 – Avda. Eusebio Ayala – Médicos del Chaco – Agustín Goiburu – Rep. Argentina - Fernando de la Mora – Acceso Sur - 9 de Agosto - Independencia Nacional – Santa Rosa – Acceso sur – Bernardino Caballero – Ruta Ypané a Villeta – Terminal Villeta.